# De gek op de heuvel (film)
De gek op de heuvel is een Vlaamse dramafilm uit 2006 geregisseerd door Christian Vervaet met in de hoofdrollen Elise Bundervoet, Lucas Van den Eynde, Machteld Timmermans, Tuur De Weert en Ief Dams. Het is een verfilming van het gelijknamige boek van Koen Vermeiren.

## Verhaal
De getrouwde Sofie heeft een buitenechtelijke relatie met Erik en ze worden op een ochtend op heterdaad betrapt door een gerechtsdeurwaarder die werd gestuurd door haar wettelijke man. Bij hen woont de autistische Thomas. Er start een onderzoek naar het voogdijschap: Sofie is werkloos, Erik is aangesteld als tijdelijke leerkracht in een middelbare school en wil tegen het volgende schooljaar doctoreren. Het lijkt voor het onderzoek ook een hekel punt dat Sofie Thomas - op aanraden van de school - op internaat heeft gestuurd. Ook Erik moet zich aanpassen: zo moet zijn hond weg omdat Thomas het dier onbedoeld mishandelt tijdens het aaien. Ook ergert Erik zich regelmatig aan het (repetitieve) gedrag van Thomas, het feit dat Thomas alles te letterlijk opneemt en continue inbreuken maakt op de Nederlandse taal met in het bijzonder het verkeerd vervoegen van werkwoorden. Uiteindelijk wordt de jongen definitief toegekend aan zijn vader, met beperkt bezoekrecht door Sofie. Enkele maanden later keert Thomas onverwacht terug: zijn stiefmoeder kan het autistische gedrag niet aan.